# Musculus pyramidalis
De musculus pyramidalis of piramidevormige spier behoort tot de groep van de ventrale rechte buikspieren. Deze spier verloopt craniaalwaarts convergerend van het schaambeen naar de linea alba.
Deze spier heeft als functie het opspannen van de linea alba abdominis.